# 古思了
古思 了（こし りょう、1885年（明治18年）3月20日 - 1978年（昭和53年）4月16日）は、大日本帝国陸軍軍人。最終階級は陸軍少将。

## 経歴
1885年（明治18年）に長崎県で生まれた。陸軍士官学校第19期卒業。1935年（昭和10年）8月1日に陸軍歩兵大佐進級と同時に沖縄連隊区司令官に着任。1937年（昭和12年）8月に歩兵第8連隊長（関東軍・第4師団・歩兵第7旅団）に転じ、1938年（昭和13年）12月10日に陸軍少将に進級し待命、12月28日に予備役に編入された。1941年（昭和16年）12月1日に召集され、岡山連隊区司令官に着任。召集解除日は不明であるが、1945年（昭和20年）3月31日に再度召集され大阪師管区兵務部長に就任した。
1947年（昭和22年）11月28日、公職追放仮指定を受けた。